# Pako
pako（1983年3月14日—），日本男性插畫家。出生於福岡縣，目前居住於東京。曾以「宮澤波宏」筆名替《聖槍修女》小說繪製插畫。近年則改名為「pako」，先後替《魔法人力派遣公司》與 等輕小說負責插畫工作。

## 作品

### 小說插畫（pako名義）
- （著：伊東京一／Fami通文庫）
- （著：伊東京一／Fami通文庫）
- 魔法人力派遣公司（著：三田誠／角川Sneaker文庫）
- 超自然9人组（著：志仓千代丸／OVERLAP文库）

### 小說插畫（宮沢波宏名義）
- ISON（著：一乃勢まや／富士見Fantasia文庫）
- 聖槍修女（著：富永浩史／富士見Fantasia文庫）

### 遊戲插畫
- （PS2）
- （NDS）
- （PS2）

### 人物設定
- UN-GO
- Fate/Grand Order（部分角色設計）
- KIKI by VOICE Newtype 「おみくじ四兄弟」[1]

## 外部連結
- （日語） 個人部落站（页面存档备份，存于）